# Molovan
Molovan ili Malvan(mađ. Ólom-hegy) je brdo u Mađarskoj.
Najviša je uzvisina u međurječju Dunava i Tise i Bačko-kiškunskoj županiji te jedna od najviših točaka u Alföldu.  Visoko je 174 m nadmorske visine. Na vrhu se nalazi geodetski toranj, odakle se pruža panoramski pogled na zemlju.
Prepoznatljivi su ostatci starorimskih obrambenih položaja, koje mještani nazivaju Vražjom jamom (Ördögárok).

## Zemljopisni položaj
Središnji se dio nalazi na 46° 15' 43" sjeverne zemljopisne širine i na 19° 5' 20" istočne zemljopisne dužine.
"Brdo" je na pješčanom grebenu Illancs, sjeverno od sela Rima, na sjevernom dijelu sjevernobačke praporne terase.
12 km zapadno teče Dunav. Zapadno od Molovana je selo Čenad, sjeverozapadno je Čikuzda, sjeverno-sjeverozapadno je Nadvar, Lida Loma i Ajoška pješčana pusta su sjeveroistočno, Rim i Gospodska Pustara su istočno, Čavolj i Gornji Sveti Ivan su jugoistočno, Baja je jugozapadno.

## Vanjske poveznice
- (mađ.) Vendégvárón  Arhivirana inačica izvorne stranice od 11. veljače 2009. (Wayback Machine)
- (mađ.) Geocaching